# 가모가타정
가모가타정(鴨方町)은 오카야마현 남동부 아사쿠치군에 위치했던 정이다. 2006년 3월 21일, 아사쿠치군 곤코정, 요리시마정과 합병으로 아사쿠치시시가 되어 구 정사무소는 시청 본청이 놓여 있다.

## 역사
- 1889년 6월 1일 - 정촌제 시행에 의해 야사쿠치군 가모카타촌이 탄생하였다.
- 1925년 10월 25일 - 정으로 승격해 가모가타정이 되었다.
- 2006년 3월 21일, 아사쿠치군 곤코정, 요리시마정과 합병해 시로 승격해 야사쿠치시가 되었다.

## 교통

### 철도
- 서일본 여객철도 산요 본선

### 도로
- 산요 자동차도 - 가모가타 나들묵
- 국도 2호선